# Dea Tácita
En la mitología romana, Dea Tácita ("la diosa silenciosa") también conocida como Dea Muta o Muta Tacita era una diosa de los muertos. La obra Fasti de Ovidio incluye un pasaje que describe un rito para propiciar a Dea Tácita para "sellar bocas hostiles / y lenguas hostiles" durante el Feralia el 21 de febrero. Dea Tácita es la misma que la náyade Larunda. Según Ovidio, esto ocurrió porque Júpiter arrancó la lengua a Dea Tácita. Júpiter se enfadó con ella porque le dijo a la ninfa Yuturna que se alejara de él porque planeaba violarla. Bajo esta apariencia, Dea Tácita fue venerada en un festival llamado Larentalia el 23 de diciembre. Se invocaba a las diosas Mutae Tacitae para destruir a una persona odiada: en una inscripción de Cambodunum en Raetia, alguien pide "ut mutus sit Quartus" y "erret fugiens ut mus"  ("que Quartus sea mudo" y que "vague, huyendo, como un ratón"). Plutarco, que describió a Tácita como una musa, afirmaba que Numa Pompilio atribuyó a Tácita su perspicacia oracular y enseñó a los romanos a adorarla.